# Anžej Dežan
Anžej Dežan (ur. 17 czerwca 1987 w Celje) – słoweński piosenkarz.
W wieku 10 lat zwyciężył w telewizyjnym konkursie karaoke. W 2005 zajął drugie miejsce w konkursie talentów organizowanym przez Radiotelevizija Slovenija. W 2006 zwyciężył z utworem „Plan B” w programie EMA 2006, dzięki czemu został reprezentantem Słowenii w 51. Konkursie Piosenki Eurowizji w Atenach. Po finale krajowych eliminacji został oskarżony plagiat, jednak Europejska Unia Nadawców dopuściła go do konkursu. Dežan wystąpił z anglojęzyczną wersją piosenki – „Mr. Nobody” – w półfinale Eurowizji 2006 i zajął 16. miejsce, przez co nie awansował do finału.